# Обсерваторна вулиця
Обсервато́рна ву́лиця — вулиця в Шевченківському районі міста Києва, місцевість Кудрявець. Пролягає від Бульварно-Кудрявської вулиці до вулиці Січових Стрільців.
Прилучається вулиця Володимира Винниченка.

## Походження назви
Вулицю було прокладено у період між 1838 та 1849 роками під назвою Обсерваторний провулок, на честь обсерваторії Київського університету, яку будували у 1841–1845 роках.

## Історія
За часів Київської Русі ця місцевість була частиною торговельно-ремісничого посаду Копирів кінець. Згідно з літописом вона була частиною щекавицьких пагорбів, тому деякі історики припускають, що літописна Щекавиця — той самий пагорб, на якому стоїть обсерваторія і начебто саме тут 912 року був похований київський князь Олег.
Інтенсивне заселення Лук'янівки, Кудрявця та, зокрема, Обсерваторної вулиці почалося 1845 року після катастрофічної повені на Подолі.
Архітектурну та історико-культурну цінність має одноповерховий особняк кінця ХІХ ст. на колишній садибі Олександра Барбана (Обсерваторна вул., № 6), оздоблений неоклацистичним декором. Частково знесений уночі проти 20 серпня 2021 року.
У 1930-х роках на Обсерваторній було побудовано низку будівель у стилі конструктивізму (№ 9, 23).

## Установи
- буд. № 3 — Астрономічна обсерваторія Київського національного університету імені Тараса Шевченка
- буд. № 6 — Особняк Барбана (частково знесено) — У 1970-х — 1980-х рр. — редакція газети «Культура і життя»[2]
- буд. 11/1 — гуртожиток Верховної  Ради.

На Обсерваторній вулиці знаходилася Спасо-Преображенська єдиновірна церква XIX століття, зруйнована у 1930-х роках.

## Люди, пов'язані з Обсерваторною вулицею
- у будинку № 6 (частково знесено) жили письменники Ванда Василевська та Олександр Корнійчук;
- у будинку № 9 жив академік АН УРСР Дмитро Граве;
- у будинку № 10 жив кінорежисер Віктор Олендер[3];
- у будинку № 16 — астроном Михайло Диченко;
- у будинку № 19 — археограф Катерина Лазаревська[4].